# Sovjetunionens politik
Sovjetunionen bildades 30 december 1922 och var då världens första stat vars statsskick redan från början var socialistiskt.

## Staten
- Sovjeterna var landets utnämnda maktorgan. Dessa fanns på distrikts/bynivå, stadsnivå, läns- och delrepublikernas nivå samt på federationen Sovjetunionen. I de två sistnämnda benämns de Högsta Sovjet. Dessa utser medlemmar till sovjeten på den högre nivån, och på lägst nivå av samtliga sovjetiska medborgare över 18 års ålder. Medlemskap i kommunistpartiet var inte ett krav för att bli invald i en sovjet, men det var en nödvändig garant för att nå politisk framgång. På varje nivå utsåg sovjeterna även ett exekutivt råd, på Sovjetunionens nivå kallat ministerråd.

- Högsta Sovjet fanns på delrepublikernas nivåer samt, över dem på Sovjetunionens federativa nivå. Den sistnämnda var landets högsta motsvarighet till riksdag och sammansatt av en federativ församling med ett antal medlemmar från varje delstat, och en proportionell där ett visst antal delades ut efter befolkningen. Högsta Sovjets ledamöter valdes på fyra år åt gången och sammanträdde endast två gånger om året, huvudsakligen för att utse ministerråd och presidium och för att granska de av dessa antagna åtgärder. Motsvaras på partinivå av Folkkongressen.

- Ministerrådet, fram till Stalins död kallat Folkkommissariernas Råd var Sovjetunionens formella regering. Det utsågs av Sovjetunionens federativa Högsta Sovjet och leddes av en ministerpresident (tidigare kallad Folkkommissar), som var Sovjets regeringschef. Det utövar den exekutiva makten och motsvaras på lägre nivåer, t.ex. i byar av ett exekutivt råd valt av sovjeten.

- presidiet var Högsta Sovjets ställföreträdande organ, utsett av Högsta Sovjet att ta hand om lagstiftning och leda politiken efter Kommunistpartiets upprättade ramar. Det leddes av en statspresident som också var Sovetunionens statschef.

## Kommunistpartiet
- Det sovjetiska kommunistpartiet fanns på samtliga nivåer, och var i samtliga konstitutioner från den första 1922 det enda tillåtna partiet. Det förde en formellt granskande roll och var organiserat likt sovjeterna från bynivå till Sovjetunionens Högsta Sovjet och valde sina representanter på högre nivå av partiets medlemmar. Den högsta instansen var Folkkongressen, som under kongresser med jämna mellanrum samlades för att dra upp riktlinjerna för partiets och Sovjetunionens politik.

- Politbyrån utsågs av Folkkongressen och fungerades som dennes ställföreträdare, under ledning av generalsekreteraren (tidigare förste sekreteraren. Liknas närmast vid presidiet på statsnivå, och innehöll i realiteten den stora makten.

- Generalsekreteraren innehöll den stora makten. Han utsågs av folkkongressen och kunde i teorin ifrågasättas och avsättas, men det senare hände endast 1964 sedan Chrusjtjov störtats i en kupp. Generalsekreteraren ledde folkkongressen och mellan dess samlingar politbyrån och drog upp riktlinjerna för statens politik. I realiteten var det personen som innehöll denna post sedan 1924, då den sedan två år förste generalsekreteraren Stalin intog makten efter Lenins död synonymt med Sovjetunionens verklige ledare, och innehölls med undantag för Chrusjtjov, Malenkov och Gorbatjov, de två sistnämnda som lämnade ifrån sig makten mer eller mindre frivilligt, på livstid. 1977 förenades den reellt med posterna som minister- och statspresident sedan Brezjnev övertog samtliga tre befattningar och innehöll dem till sin död fem år senare.